# SMS Seydlitz
Az SMS Seydlitz a Német Császári Haditengerészet (Kaiserliche Marine) egyik csatacirkálója volt. A hajót 1910-ben rendelték meg és a Blohm & Voss építette meg Hamburgban az 1906 és 1908 között megrendelt von der Tann és Moltke-osztály tapasztalatai alapján. A Seydlitz számos újítással rendelkezett, áttervezték a hajtóműveit és erősebb páncélzattal látták el, vízkiszorítása 3000 tonnával volt nagyobb az elődeinél.
A Seydlitz az első világháború számos nagy hadműveletében részt vett, köztük az Északi-tengeren vívott doggerbanki és a skagerraki (jütlandi) csatákban is. Mindkét csatában súlyos sérüléseket szenvedett. A Dogger-padnál a HMS Lion egyik 343 mm-es lövedéke telibe találta a Seydlitz hátsó lövegtornyát, ami kis híján a hajó pusztulását okozó robbanást idézett elő a lőszerraktárban. Skagerraknál 21 nagy kaliberű találat érte, melyek közül az egyik az utolsó előtti ("C") lövegtornyot találta el. A felcsapó lángok bár elpusztították a lövegtornyot, de a doggerbanki csata után bevezetett szigorúbb biztonsági rendelkezések megmentették a hajót a nagyobb katasztrófától. A csatában a hajót egy torpedótalálat is érte, aminek következtében 5300 tonna víz tört be a hajótestbe. Ennek következtében az elülső fedélzet csak 2,75 méterre került a víztől. Hazatértekor ezért jelentősen csökkenteni kellett a súlyát, hogy a Jade-öbölbe be tudjon hajózni. A Seydlitz is súlyos károkat okozott az ellenségnek. A csata elején a Derfflingerrel egyszerre leadott sortűz a levegőbe repítette a Queen Mary csatacirkálót.
A Seydlitz többször a Balti-tenger harcaiban is részt vett. 1915-ben a Rigai-öböl megtisztítására végrehajtott hadművelet során a felderítő kötelék tagja volt. A háború után a többi német csatacirkálóhoz hasonlóan Scapa Flow-ban internálták, ahol 1919. június 21-én a Nyílt-tengeri Flotta (Hochseeflotte) többi egységéhez hasonlóan legénysége elsüllyesztette, hogy ne kerülhessenek a britek kezére. 1928. november 2-án kiemelték és 1930-ig lebontották Rosythban.

## Fejlesztés
A korábbi sikeres német csatacirkáló-konstrukciók ellenére nagy vita alakult ki az új egységek tervezési módja körül. 1909-ben a tengerészeti hivatal (Reichsmarineamt) Alfred von Tirpitz tengernagy véleményét kérte ki az új csatacirkálók megtervezéséhez. Tirpitz továbbra is kitartott a csatacirkálók felderítő erőknél való bevetése mellett és feladatukat az ellenséges fő erőket kísérő cirkálók leküzdésében látta. II. Vilmos császár és a Reichsmarineamt vezetésének nagyobb része amellett érvelt, hogy a Royal Navy-vel szembeni számbeli hátránya miatt Németországnak olyan csatacirkálókat kell építenie, melyek csatavonalba rendeződve is képesek felvenni a harcot az ellenséges főerőkkel. Emiatt jóval vastagabb páncélzattal kellett ellátni, mint a rivális brit csatacirkálókat. A vitát a császár és a Reichsmarineamt nyerte meg, így az 1909-10-es évekre szánt csatacirkálókat a korábbi csatcirkálókhoz hasonló erős páncélzattal építették meg.
A pénzügyi lehetőségek miatt a sebesség, tűzerő és vízkiszorítás tekintetében kompromisszumokat kellett kötni. Az eredeti tervek szerint a sebességének legalább akkorának kellett lennie, mint a Moltke-osztály esetében és a tüzérségének 10 db 28 cm-es vagy 8 db 30,5 cm-es ágyúból kellett volna állnia. A tervek szerint lövegtornyonként három ágyút kapott volna, de végül úgy döntöttek, hogy a már meglévő két ágyúval rendelkező 28 cm-es lövegtornyok is megfelelnek.
1909 augusztusában a birodalmi gyűlés döntése értelmében a Moltke-osztály költségeit meghaladó hajóépítésbe nem kezdhettek, ezért egy ideig a Reichsmarineamt az új hajó terveit félretéve egy harmadik Moltke-osztályú csatacirkáló építését fontolgatta. Tirpitz tengernagynak sikerült a Krupp és a Dillingen cégektől árengedményeket szereznie és a Blohm & Vosstól is igyekezett kedvezményeket szerezni. Az így elért költségcsökkenések jelentős erőforrásokat szabadítottak fel, melyek segítségével néhány helyen javítani lehetett a hajó páncélzatának kialakításán. 1910. január 27-én a császár jóváhagyta az új hajó terveit, melyet átmenetileg a "Kreuzer J" megjelöléssel láttak el.

## Konstrukció

### Általános jellemzők
A Seydlitz teljes hosszúsága 200,6 méter, szélessége 28,5 méter, a torpedók elleni védelmet szolgáló hálókkal együtt 28,8 méter. Merülése elől 9,29 méter, hátul 9,09 méter. Vízkiszorítása 24 988 tonna, teljes terheléssel 28 550 tonna. A Seydlitz dupla fenékkel (Doppelboden) rendelkezett a hajótest hosszának 76%-án. A Seydlitzet jól manőverezhető hajónak tartották; egy erős forduló során sebessége 60%-kal csökkent és a hajó 9 fokkal dőlt meg. Személyzete 43 tisztből és 1025 főnyi legénységből állt, melyhez további 13 tiszt és 62 főnyi legénység járult mikor az I. felderítőcsoport (Aufklärungsgruppe I) zászlóshajójaként szolgált.

### Meghajtás
A Seydlitzet 27 darab Schulz-Thornycroft kazánja - a hozzájuk tartozó 52 tűzszekrénnyel - három gépteremben foglalt helyet, melyek két Parsons turbinarendszert hajtottak meg. E rendszerek két-két turbinával rendelkeztek. A külsők magas nyomásúak voltak és a belső (középen elhelyezett) alacsony nyomásúra segített rá. Mindegyik turbina egy háromszárnyú, 3,88 méter átmérőjű hajócsavart forgatott meg. A hajót két együttmozgó kormánylapáttal lehetett kormányozni. A hajtóműveket 62,138 LE-s (46,336 kW) teljesítményre tervezték, mely 26,5 csomós sebességet tett volna lehetővé, de a próbák során 88,510 LE-t (66,002 kW) is képesek voltak leadni, amivel 28,1 csomós csúcssebességet értek el. A hajó szénkészlete maximálisan 3600 tonna volt, teljesen feltöltve 12 csomós sebesség mellett a hatótávolsága 4200 tengeri mérföld volt. Elektromos árammal hat turbógenerátor látta el, melyek 1800 kW áramot termeltek.

### Fegyverzet

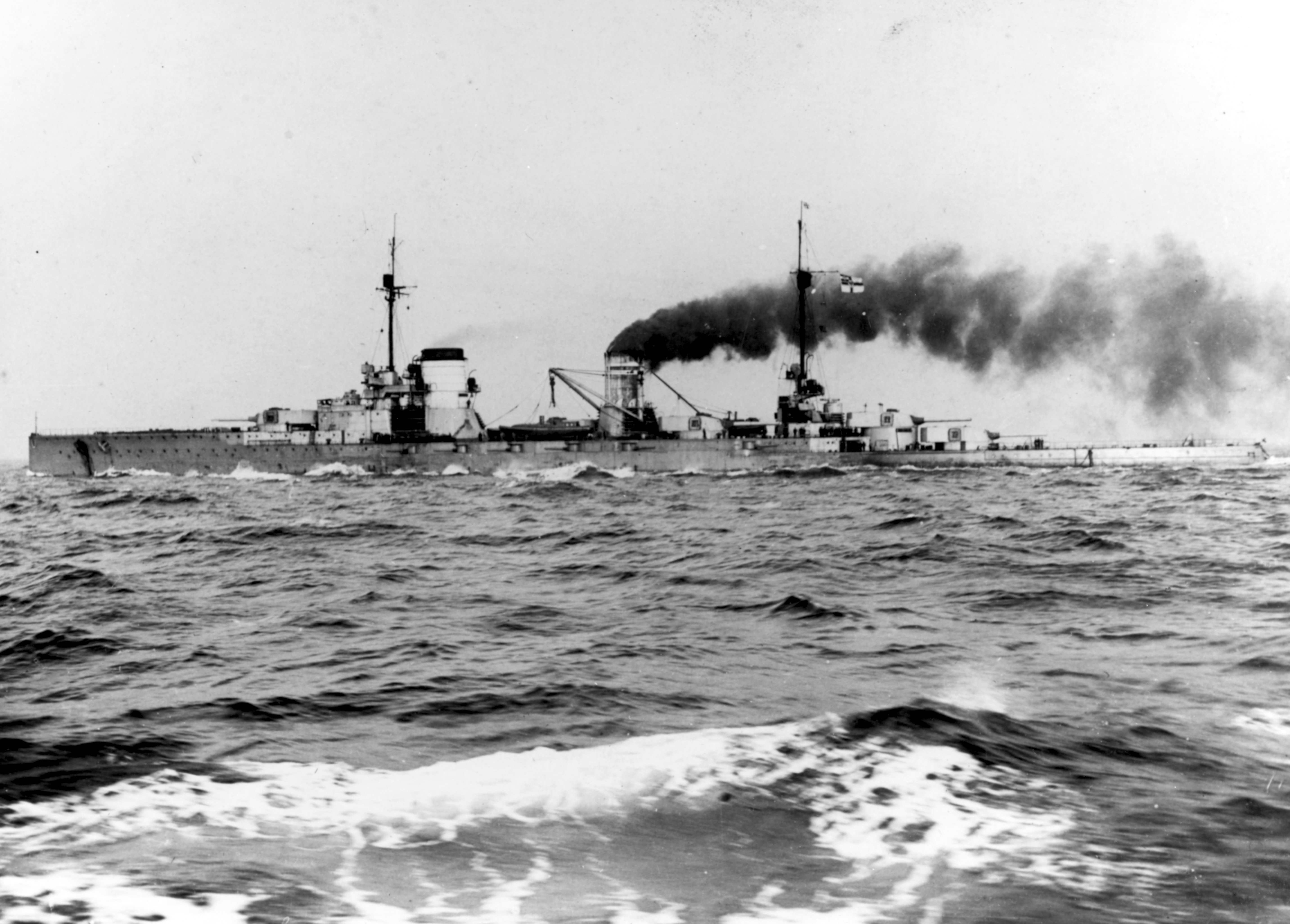
Seydlitz útban Scapa Flow felé

A Seydlitz fegyverzete csaknem teljesen megegyezett a Moltke-osztályéval. Fő tüzérsége tíz 28 cm-es L/50 gyorstüzelő ágyúból állt, melyeket öt lövegtoronyban helyeztek el. A lövegtornyokat is hasonlóan helyezték el. Egy a hajó elején ("A"), kettőt átlósan a hajó két oldalán (jobboldali "B", baloldali "E" jelzéssel) és kettőt hátul lépcsőzötten elhelyezve ("C" és "D"). Ezek új Drh. L C/1910 jelű talapzatokon lettek elhelyezve, melyek segítségével az ágyúkat -8 fokos szögben is lehetett állítani (lefelé) és 13,5 fokos szögben emelni. Ezek a paraméterek megegyeztek a korábbi Drh. L C/1908 tornyokéival. 13,5 fokos emelkedéssel a lövedékeket 18.100 méteres távolságba tudták kilőni. 1916-ban a Seydlitz és a Moltke lövegtornyait úgy módosították, hogy 16 fokos szögben is meg lehessen emelni őket, 19 100 méterre növelve így az ágyúk hatótávolságát. Az első és a hátsó ágyúkat a középvonaltól jobbra és balra is egyaránt 150 fokban lehetett elforgatni. A fő tüzérség minden ágyújára 87 darab páncéltörő lövedék jutott, így összesen 870 darab 28 cm-es lövedéket szállíthatott magával. A 666 kg-os lövedékek mindegyikéhez előbb egy 26 kg-os, selyembe csomagolt kivetőtöltet majd egy nagyobb, rézhüvelybe töltött 79 kg-os kivetőtöltet töltöttek be. Az ágyúk a lövedékeket 887 m/s torkolati sebességgel lőtték ki.
A Seydlitz másodlagos tüzérsége hasonló volt a Moltkééhoz. Tizenkét 15 cm-es (L/45) gyorstüzelő ágyúval rendelkezett, melyeket külön kazamatákban helyeztek el a hajó középső részén. Ezek az ágyúk képesek voltak 13 500 méterre lévő célpontok eltalálására és az 1916-os átalakítások után a lőtávolságuk a 16 800 métert is elérte. A 15 cm-es ágyúk lőszerkészlete 1920 darab volt, minden ágyúra 160 jutott. A hajó fegyverzetéhez tartozott még tizenkét 8,8 cm-es (L/45) gyorstüzelő ágyú, melyeket szintén kazamatákban helyeztek el. Ezek közül 1916-ban kettőt magas szögben állítható 8,8 cm-es (L/45) légvédelmi ágyúra cseréltek. A nagy német egységekhez hasonlóan a Seydlitzet is felszerelték víz alatti torpedóvetőcsövekkel. Ezekből négy 50 cm-essel rendelkezett hozzájuk 11 torpedóval.

### Páncélzat
A korszak hajóihoz hasonlóan a Seydlitz is a Krupp által gyártott cementált páncélzattal volt ellátva. A hajó övpáncélzata a citadellánál volt a legvastagabb, itt 300 mm-t tett ki és a hajó két vége felé vékonyodott 100 mm-es vastagságig. A törzs középső részét a torpedók elleni védelem fokozására megerősítették egy további válaszfallal. Az elülső parancsnoki torony oldalát 350 mm, a tetejét 200 mm vastag páncéllemezek védték. A lövegtornyok páncélzatának vastagsága oldalt 250 mm, felül 70-100 mm vastag volt. A kazamaták páncélzata ennél gyengébb volt, oldalt 150 mm, felül 35 mm vastagsággal.
A fedélzetet borító páncélzat változó volt annak megfelelően, hogy mely részeit fedte a hajónak. A fontosabb részeken 80 mm-es, míg a kevésbé jelentős helyeken csak 30 mm-es volt. A fedélzet fő páncélzata alatt egy 50 mm-es döntött páncélzatot helyeztek el. A tornyok barbettái 230 mm vastag páncélzattal rendelkeztek. A barbetták fő öv mögötti részeit vékonyabbra tervezték. A súllyal való ilyen spórolás bevett eljárás volt a német és brit haditengerészetnél is.

## Szolgálat

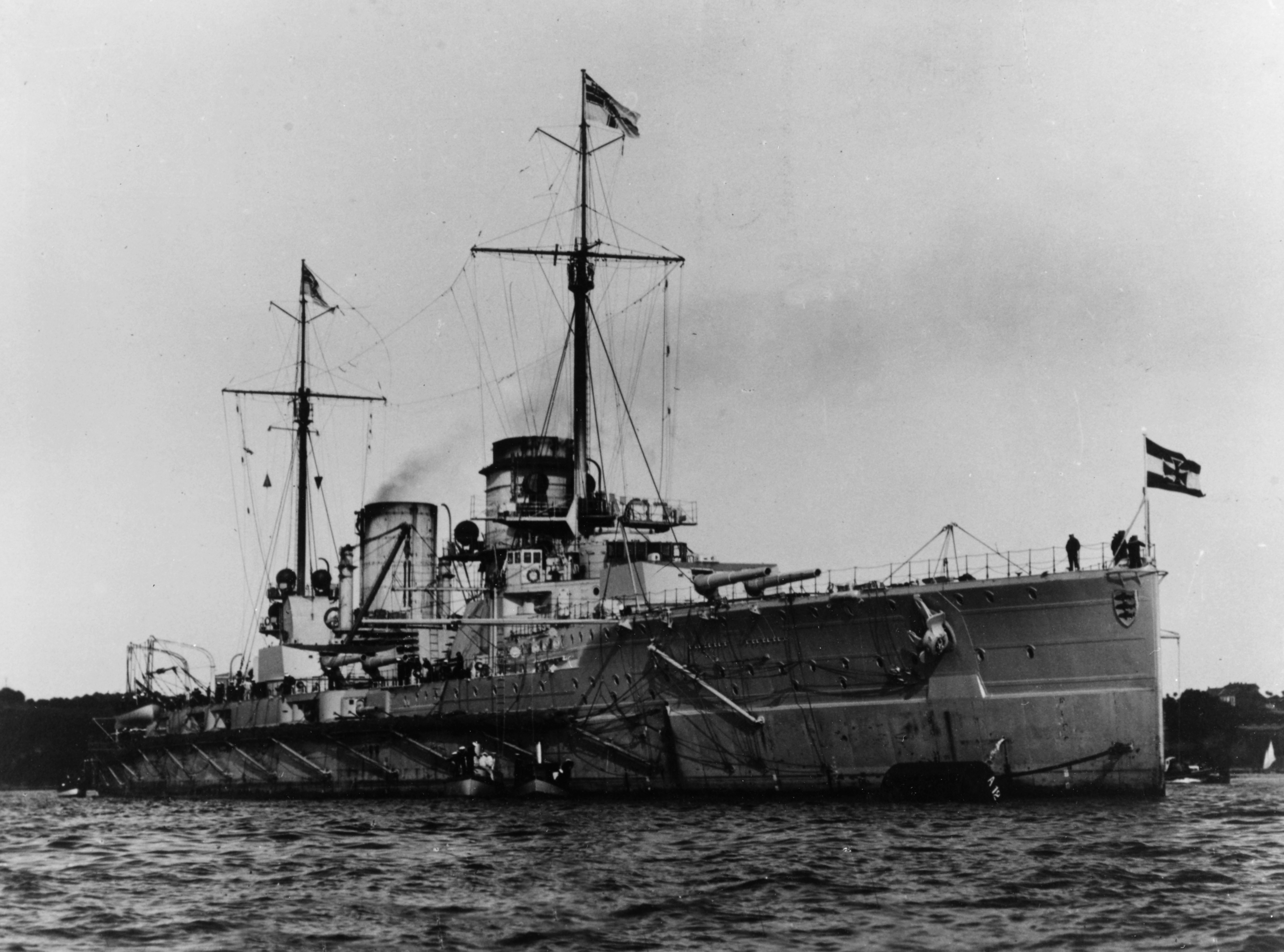
a Seydlitz a háború kitörése előtt, oldalán torpedók elleni védelmet szolgáló hálókkal

A Seydlitzet 1912. március 30-án bocsátották vízre és Karl Wilhelm Heinrich von Kleist lovassági tábornok végezte el a hajó keresztelését. 1913. május 22-én vette át a német flotta és a kiöregedett és a tartalék flottához irányított Yorck páncélos cirkáló legénysége vehette át. A próbák után a Seydlitz csatlakozott a német haditengerészet főerőit tömörítő Nyílt-tengeri Flottához (Hochseeflotte), mely Helgoland előtt hajtott végre hadgyakorlatokat. Franz von Hipper ellentengernagy, az I. felderítőcsoport (Aufklärungsgruppe I) vezetője 1914. június 23-án a Seydlitzet tette meg zászlóshajójává. 1917. október 26-ig kisebb megszakításokkal a Seydlitz maradt a zászlóshajója.

### Első világháború

#### Első helgolandi csata
Röviddel a háború kitörése után egy rövid összecsapásra került sor a brit és a német flotta között augusztus 28-án, mikor a Harwichból kifutó brit kötelékek megtámadták a Helgolandi-öbölben őrjáratozó német rombolókat. Hat német könnyűcirkáló, a Cöln, a Straßburg, a Stettin, a Frauenlob, a Stralsund és az Ariadne harcba becsatlakozva súlyos károkat okozott a támadóknak, de David Beatty 14:37-kor  helyszínre érkező 1. csatacirkálóraja megfordította az erőviszonyokat.
A Seydlitz az I. felderítőcsoport többi egységével együtt Wilhelmshavenben horgonyzott a csata reggelén. 09:50-kor Hipper engedélyt kért Friedrich von Ingenohltól, a Hochseeflotte parancsnokától a kihajózásra, hogy segíthessen a cirkálóknak. A Von der Tann és a Moltke csatacirkálók kifutásra készen álltak 13:10-kor, de az alacsony vízállás nem tette lehetővé a Jade torkolatából való biztonságos kihajózást. 13:10-kor a két csatacirkáló már ki tudott hajózni és Hipper arra utasította a cirkálókat, hogy hátráljanak vissza az érkező csatacirkálók irányába, ő maga pedig a Seydlitz fedélzetén egy órával később indulva követte őket. 15:25-kor a megmaradt Straßburg, Stettin, Frauenlob, Stralsund és Ariadne cirkálók egyesültek a csatacirkálókkal. A Seydlitz 16:10-kor ért a helyszínre, mikor az Ariadne elsüllyedt. Hipper óvatosan haladt előre, hogy megkeresse a két hiányzó cirkálót, de a Mainz és a Cöln ekkorra már elsüllyedt. 17:00-kor a német hajók visszaindultak a Jade torkolata irányába és 21:23-kor értek a hazai kikötőkbe.

#### Yarmouthi rajtaütés
1914. november 2-án a Seydlitz, a Moltke, a Von der Tann csatacirkálók valamint a Blücher páncélos cirkáló négy könnyűcirkáló kíséretében a Jade torkolatát elhagyva az angol partok felé vette az irányt. A németek napkeltekor értek Great Yarmouth elé és tűz alá vették a kikötőt, míg a Stralsund könnyűcirkáló aknákat telepített. A brit D5 jelű tengeralattjáró kifutott a kikötőből a támadáskor, de a Stralsund által épp lerakott egyik aknára futott és elsüllyedt. Röviddel ezután Hipper parancsot adott hajóinak a visszaindulásra. A Helgolandi-öbölnél sűrű köd fogadta őket, ezért a hajók itt várták meg a látási viszonyok javulását, hogy így nagyobb biztonsággal manőverezhessenek a kikötő védelmére telepített aknamezők között. A kikötőbe szintén befutni készülő, a hadműveletben részt nem vevő Yorck páncélos cirkáló navigációs hiba miatt az egyik aknamező két aknájára futott és hamar elsüllyedt. A Hagen partvédő páncélos a legénység 127 tagját tudta kimenteni.

#### Scarborough, Hartlepool és Whitby lövetése
A német flotta 1916. december 15-én azzal a reménnyel hajózott ki, hogy a brit flotta egy részét ki tudja csalni a kikötőkből és meg tudja semmisíteni. 03:20-kor a Seydlitz, a Moltke, a Von der Tann csatacirkálók és a Blücher páncélos cirkáló a Kolberg, a Straßburg, a Stralsund és a Graudenz könnyűcirkálók valamint rombolók kíséretében elhagyták a Jade-öblöt. A hajók északnak tartottak és a Horns Rev világítótoronyig, ahol nyugatnak fordultak Scarborough irányába. Hipper hajói után 12 órával Ingenohl is útra kelt a Hochseeflottéval melynek főerőit 14 modern csatahajó (dreadnought), 8 régi csatahajó (pre-dreadnought) alkotta és két páncélos cirkáló, 7 könnyűcirkáló és 54 romboló kísérte.

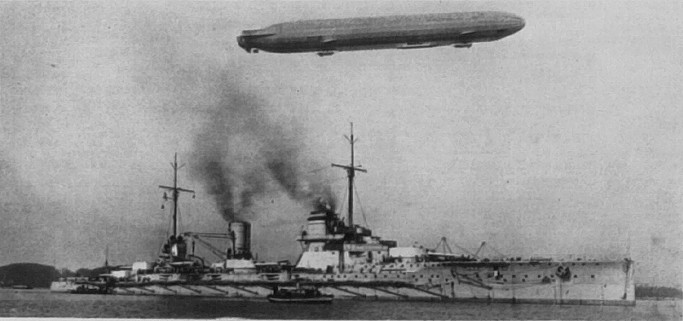
a Seydlitz felette egy léghajóval

A britek azonban az oroszok által az Magdeburgról megszerzett német kódkönyvek alapján meg tudták fejteni a német rádióüzeneteket, így tudomást szereztek a készülő újabb német rajtaütésről is, de annak pontos idejét nem ismerték és feltételezték, hogy a Hochseeflotte főerői ezúttal sem futnak ki. A britek csapdát akartak állítani Hippernek és erre az 1. csatacirkálórajt, a 2. csatahajórajt, a 3. cirkálórajt és az 1. könnyűcirkálórajt jelölték ki. A britek fő erejét a 4 csatacirkáló és a 6 modern csatahajó képezte.
December 15-én éjjel a Hochseeflotte rombolói brit rombolókkal futottak össze. Ingenohl úgy vélte, a Grand Fleet közelben lévő rombolóival találkoztak össze. Ezért a császár utasításaira hivatkozva - miszerint kerülni kell a túlerőben lévő ellenséggel való összecsapást és mert tartott egy éjszakai torpedótámadástól is - elrendelte a visszavonulást. Hippert erről a döntéséről nem tájékoztatta, ezért ő folytatta a küldetését. Az angol partokat elérve két csoportra vált szét a köteléke. A Seydlitz, a Moltke, a Blücher északnak fordult, hogy Hartlepoolnál lévő célpontokat támadjon, míg a Von der Tann és a Derfflinger délnek vette az irányt Scarborough és Whitby felé. A rajtaütés során számos katonai jelentőségű célpontot semmisítettek illetve rongáltak meg (dokkokat, gyárakat, gáz- és vízműveket, partvédelmi ütegeket, rádió- és jelzőállomásokat, vasútvonalakat), de a célt tévesztett lövedékek számos egyéb épületet is eltaláltak sok civil halálát okozva. Hartlepoolnál a Seydlitzet háromszor, a Blüchert hatszor találták el a parti ütegek. A Seydlitz csak minimális károkat szenvedett és legénységéből nem veszítette senki életét. December 16-án 09:45-kor a két csoport ismét egyesült és távozott keleti irányban.

a német és brit kötelékek helyzete december 16-án reggel Scheer ábrázolásában

Ekkor Beatty csatacirkálói Hipper tervezett hazavezető útján álltak, míg a többi kötelék igyekezett teljessé tenni a bekerítésüket. 12:25-kor a II. könnyűcirkálóraj Hippert keresve átsiklott a brit erők között. Az egyik brit cirkáló észrevette a Stralsundot és jelentette Beattynek. 12:30-kor Beatty a csatacirkálóival a megadott irányba fordult. Azt hitte, az észlelt német cirkálók Hipper csatacirkálóinak kíséretéhez tartoznak, de azok valójában 50 km-re voltak tőlük. A Beatty kötelékéhez tartozó 2. könnyűcirkálóraj a német cirkálók után eredt, de egy félreértelmezett jelzés miatt minden hajója visszatért a csatacirkálók biztosítására. Ez a félreértés lehetővé tette a német könnyűcirkálók számára a menekülést és jelenthették Hippernek a brit csatacirkálók helyzetét, így azok északkeletre kikerülve a brit erőket szintén épségben hazatérhettek.
Mind a két félnek volt rá lehetősége arra, hogy jelentős győzelmet arathasson a másik felett, így utólag mindkét fél csalódottan értékelte az eseményeket. Ingenohl hírnevének sokat ártott a bátortalansága. A Moltke parancsnoka dühös volt, amiért megfogalmazása szerint Ingenohl megijedt tizenegy [valójában hét] elintézhető brit rombolótól és hozzátette, hogy a jelenlegi vezetéssel nem fogunk elérni semmit. A hivatalos német történelemírás felrója Ingenohlnak, hogy a rendelkezésére álló könnyű erőket nem küldte az ellenséges erők felderítésére: Olyan döntést hozott, mely nem csak komolyan veszélyeztette az angol partokhoz küldött erőit, de megfosztotta a Német Flottát egy jelzés értékű biztos győzelemtől.

#### Doggerbanki csata
1915 januárjában a németek tudomást szereztek arról, hogy a britek felderítő hadműveletet hajtanak végre a Dogger-pad (Doggerbank) térségében. Ingenohl eleinte vonakodott ezen erők megtámadására kihajózni, mivel az I. felderítőcsoportnak nélkülöznie kellett az esedékes karbantartások miatt szárazdokkba került Von der Tannt. Richard Eckermann ellentengernagy, a Hochseeflotte vezérkari főnöke azonban ragaszkodott a hadművelet végrehajtásához, így Ingenohl kiküldte Hipper csatacirkálóit a Doggerbankhoz. Január 23-án Hipper kihajózott a csatacirkálóival. A Seydlitz haladt az élen, mögötte a Moltke, a Derfflinger végül a Blücher követte. A csatacirkálókat a Graudenz, a Rostock, a Stralsund és a Kolberg könnyűcirkálók valamint a II. és V. rombolóflottilla és XVIII. romboló-félflottilla 19 rombolója kísérte. A Graudenz és a Stralsund a kötelék előtt, míg a Rostock és a Kolberg jobb illetve baloldalon haladt. Minden könnyűcirkáló mellé egy romboló-félflottilla volt rendelve.
A német rádiójeleket azonban a briteknek ismét sikerült elfogniuk és ez ismét jelentős szerepet játszott. Bár a németek pontos terve nem volt számukra ismert, azt meg tudták fejteni, hogy Hipper a Dogger-pad környékén tervez végrehajtani hadműveletet. Ellenük Beatty 1. csatacirkálóraját, Archibald Moore ellentengernagy 2. csatacirkálóraját, William Goodeneough sorhajókapitány 2. könnyűcirkálóraját illetve a hozzájuk 08:00-kor a Dogger-padtól 30 tmf-re (55 km) északra csatlakozó Reginald Tyrwhitt sorhajókapitány Harwichből érkező rombolóit küldték ki. A Kolberg 08:14-kor észlelte a Aurorát és a harwichiak több rombolóját. Az Aurora a fényszóróit a Kolbergre irányította, mire az tüzet nyitott a brit hajóra két találatot elérve. Az Aurora viszonozta a tüzet és szintén két találatot ért el. Hipper azonnal az torkolattüzek irányába fordult a kötelékével, ám ekkor a Stralsund észlelt nagy füstöt északnyugati irányban. A nagy füstöt Hipper irányába tartó nagy brit hadihajóknak tulajdonították.
Hipper ezért déli irányban igyekezett elmenekülni előlük, de a sebessége 23 csomóra volt korlátozva, mivel a régebbi Blüchernek a gyenge minőségű szén miatt ekkora volt a sebessége a 25,4 csomós rendes csúcssebesség helyett. Az üldöző brit csatacirkálók 27 csomós sebességgel közeledtek, így hamar beérték a német hajókat. 09:52-kor a Lion 18.000 méter távolságból lövéseket adott le a Blücherre, röviddel rá a Queen Mary és a Tiger is tüzet nyitott. A Blüchert 10:09-kor érte az első találat, majd két perccel később főleg a Lionra koncentrálva a német hajók viszonozták a tüzet. 10:28-kor a Liont találat érte a vízvonalon, mely a hajó oldalán rést ütve elárasztotta az egyik szénraktárát vízzel. 10:30-kor a britek csatavonalában negyedik New Zealand lőtávolon belülre ért a Blücherhez és tüzet nyitott rá. 10:35-re a távolság 16.000 méterre csökkent, így az összes német csatacirkáló a britek lőtávolságán belülre került. Beatty a csatacirkálóit a sorban megegyező ellenfelükkel való harc felvételére utasította. A Tiger kapitánya a fedélzeten kialakult kommunikációs zavar miatt úgy gondolta, hogy a Seydlitzet kell célba vennie és így a Moltkéra nem jutott ellenfél, így az zavartalanul tüzelhetett.
A Seydlitz elejét 10:25-kor egy 343 mm-es lövedék találta el, mely még csak kisebb károkat okozott. 10:40-kor a egy újabb 343 mm-es gránát találta el, melyet a Lion lőtt ki és ez a lövedék áthatolt a fedélzeten a hátsó ("D") lövegtoronynál. A lövedék nem tudott behatolni a barbettába, de a robbanás lángja a becsapott a lövegtorony alatti helyiségbe és begyújtotta az ott lévő kivetőtölteteket.
Az átrakodó helyiségben, ahova a lövedék becsapódott, az előkészített töltetek egy része meggyulladt. A lángok felcsaptak a lövegtoronyba és lefelé a lőszerraktár irányába és itt áthatoltak az egyik - általában zárva tartott - ajtón, melyen keresztül a lőszerraktár személyzete az elülső lőszerraktár irányába igyekezett menekülni. Így a lángok átcsaptak a másik lőszerraktár irányába és felfelé elérték a második lövegtorony küzdőterét is, így mindkét lövegtorony teljes személyzete gyorsan odaveszett. A lángok háznyi magasan csaptak fel a lövegtornyokból.
A robbanásban 159 ember veszítette életét és mindkét lövegtornyot ("C" és "D") kiiktatta. A lángok a lőszerraktárak irányába terjedtek tovább. Az első tiszt gyors reagálása mentette meg a csatacirkálót a biztos pusztulástól, aki a két lőszerraktár azonnali elárasztását rendelte el. Wilhelm Heidkamp pumpamester súlyosan sérüléseket szerzett, mikor a vörösen izzó szelepeket a lőszerraktárak elárasztásához megnyitotta. 11:01-kor a Seydlitz visszavágott a Lionnak és egy lövedéke annak két hajtóművét tönkretette. Röviddel ezután a Derfflinger két 30,5 cm-es lövedéke is eltalálta a Liont, közülük az egyik a vízvonalon ütött rést rajta. A résen át víz ömlött be a baloldali adagolótartályba, ami gyakorlatilag megbénította a hajót miután a legénységnek a tengervíz szennyezése miatt le kellett állítania a baloldali hajtóművet. 11:25-kor a Seydlitzet a hajó közepén, a páncélövön érte egy harmadik, utolsó találat, mely csekély kárt okozott.
Ekkorra a Blücher már súlyos sérüléseket szenvedett az ellenséges nehéztüzérségtől. Az üldözést a brit hajókról érkező több tengeralattjárók észleléséről szóló jelentés lassította. Beatty rögtön kitérő manővert rendelt el, ami lehetővé tette a németeknek, hogy növeljék a távolságot az üldözőikkel szemben. Ekkor a Lion hátulsó generátora tönkrement, ami miatt a sebessége 15 csomóra esett vissza. Beatty a többi csatacirkálónak parancsba adta, hogy a támadják az ellenség hátvédjét (Engage the enemy’s rear!), de a zavaros jeltovábbítás miatt azok a lassabb Blüchert vették mind tűz alá, így a Moltke, a Seydlitz és a Derfflinger el tudtak menekülni. Mire Beatty a Princess Royalra átszállva ismét visszavette az irányítást a hajói felett a németek már túl messze jártak ahhoz, hogy beérhessék őket. 13:50-kor a britek beszüntették az üldözést.
A Seydlitzet Wilhelmshavenben a Kaiserliche Werft dokkjában javították 1915. január 25-től március 31-ig, ami után ismét csatlakozott a flottához.

#### Előretörés a Rigai-öbölben
1915. augusztus 3-án a Seydlitzet, a Moltkét, és a Von der Tannt áthelyezték a Balti-tengerre az I. felderítőcsoport többi részével együtt, hogy részt vegyenek a Rigai-öbölbe tervezett előretörésben. A hadművelet célja az itt állomásozó ellenséges haditengerészeti erők, köztük a Szlava régi csatahajó (pre-dreadnought) megsemmisítése és a Moon-szoros (Moonsund) elaknásítása volt a Deutschland aknarakó segítségével. A Hipper parancsnoksága alatt álló német erők között volt négy Nassau és négy Helgoland-osztályú csatahajó valamint számos kisebb egység is. A hadművelet egész ideje alatt a három csatacirkáló a Balti-tengeren maradt és innen fedezte a Rigai-öbölben előrenyomuló többi egységet.
A hadművelet után a Seydlitz a többi Hochseeflottéhoz tartozó egységgel együtt visszatért az Északi-tengerre. Szeptember 11-12-én a Seydlitz az I. felderítőcsoport többi tagjával együtt Terschelling előtt biztosította az aknatelepítő hajókat. November 24-én megfeneklett a Vilmos Császár csatornában, de hamar kiszabadították. december 4-én a csatornát elhagyva belegabalyodott egy védelmi célt szolgáló hálóba. A hálóból búvároknak kellett kiszabadítania a jobb oldali hajócsavarokat.

#### Yarmouth és Lowestoft elleni rajtaütés
1916. április 24-25-én az I. felderítőcsoport újabb hadműveletet hajtott végre az angol partok ellen, ezúttal Yarmouth és Lowestoft városokat véve célba. Hipper betegsége miatt az I. felderítőcsoportot Friedrich Boedicker ellentengernagy vezette és a Seydlitzen húzta fel a tengernagyi zászlaját. A Derfflinger, a Lützow, a Moltke, a Seydlitz és a Von der Tann április 24-én 10:55-kor hagyta el a Jade torkolatát hat könnyűcirkáló valamint két rombolóflottilla kíséretében. A Hochseeflotte nagy egységei 13:40-kor indultak útnak, hogy távolról biztosítsák Boedicker kötelékét. A brit admiralitás ismét tudomást szerzett a német rajtaütésről a rádiókommunikáció megfigyelése révén és 15:50-kor a Grand Fleet is kihajózott.
Boedicker hajói 14:00-re elérték Norderneyt, ahol a hajóival északnak fordult, hogy a Terschellingen lévő holland megfigyelőket kikerülje. 15:38-kor a Seydlitz aknára futott és 15 méteres rés keletkezett a hajótesten közvetlenül a jobb oldali torpedóvetőcsövek mögött. Tizenegy ember veszítette életét és 1400 tonna víz tört be a hajótestbe, 1,4 méterrel megnövelve a hajó orr-részének merülését. A Seydlitz a kísérő könnyűcirkálókkal 15 csomós sebességgel haladva visszafordult. A másik négy csatacirkáló az aknára futását követően azonnal délnek fordult Norderney irányába, hogy a további károkat elkerüljék. A Seydlitz 16:00-ra kikerült a közvetlen veszélyből és megállt, hogy Boedicker átszállhasson a Lützow fedélzetére a V28 romboló segítségével. A hadműveletet ezt követően a terveknek megfelelően folytatták. Boedicker távozása után a Seydlitz két romboló kíséretében visszatért a Jadéhoz. Az akna okozta sérüléseit több mint egy hónapig javították.

#### Skagerraki csata

a skagerraki csata főbb hadmozdulatai

Nem sokkal a Lowestoft elleni rajtaütés után Reinhard Scheer altengernagy újabb északi-tengeri előretörés tervezéséhez látott. Erre eredetileg május közepén került volna sor, de az akna okozta sérülések javítása a Seydlitzen elhúzódott és ezzel együtt a hadművelet is, mivel Scheer egyik csatacirkálóját sem akarta nélkülözni egy nagyobb hadműveletnél. Május 22-én a Wilhelmshavenben szolgálatra késznek jelentették a hajót, de az éjszaka végrehajtott próbák során az aknatalálat során megrongálódott oldalsó torpedókamra nem bizonyult vízhatlannak és még mindig észleltek szivárgásokat a keresztirányú válaszfalaknál. A szükségessé vált újabb javítási munkálatok miatt a hadműveletet egy héttel kellett elhalasztani. Május 28-án délre a Seydlitz javításai befejeződtek és visszatérhetett az I. felderítőcsoporthoz.
1916. május 31-én hajnali 02:00-kor a Seydlitz és az I. felderítőcsoport (Aufklärungsgruppe I) másik négy csatacirkálója felszedte a horgonyt és 16 csomós sebességgel elhagyták a Jadét a Skagerrak irányában. Hipper ekkorra már az újonnan elkészült Lützow-n vonta fel a tengernagyi zászlaját. A Seydlitz a formáció közepén hajózott a Derfflinger mögött és a Moltke előtt. A Friedrich Boedicker vezette II. felderítőcsoport (Aufklärungsgruppe II) négy könnyűcirkálója (Frankfurt – zászlóshajó, Wiesbaden, Elbing, Pillau) valamint a II., a VI. és a IX. rombolóflottillák összesen 30 rombolója kísérte a csatacirkálókat.
Másfél órával később a Scheer vezette Hochseeflotte is elhagyta a Jadét. A flottában a Bayernt és König Albertet leszámítva az összes nagy csatahajó (dreadnoght) jelen volt, összesen 16 egység. A Hochseeflottéval tartott a IV. felderítőcsoport öt könnyűcirkálója (Stettin, München, Hamburg, Frauenlob, Stuttgart) valamint a Rostock könnyűcirkáló vezetésével az I., a III., az V. és VII. rombolóflottillák 31 rombolója. Az Elba torkolatából 02:45-kor induló II. csatahajóraj (Schlachtgeschwader II) 6 régi csatahajója (pre-dreadnoughtja) 05:00-kor egyesült Scheer Jade felől érkező flottájával.
Miután a kísérő brit cirkálók sikertelen támadást intéztek a német rombolók ellen, röviddel 16:00 óra előtt Hipper és Beatty főerői is összecsaptak. A csatacirkálók összecsapásakor már a németek adták le az első lövéseket kb. 14.000 méter távolságból. Az első brit sortüzek jórészt egy mérfölddel a német hajókon túl csapódtak a vízbe. Az egymással párhuzamosan haladó csatacirkálórajok egységei párbajokat vívtak egymással, melyben a Seydlitznek a Queen Mary jutott. 16:54-re a hajók közötti távolság 11.800 méterre csökkent, ami lehetővé tette a Seydlitz számára a másodlagos tüzérségének a bevetését is. A 15 cm-es ágyúival a brit 9. és 10. rombolóflottilla egységeire nyitott tüzet, míg a másik négy csatacirkáló a másodlagos tüzérségével is a brit csatacirkálókat vette célba.
16:55 és 16:57-kor a Seydlitzet a Queen Mary két lövedéke találta el. Az első a hajó oldalát érte öt lábbal a fő ütegfedélzet felett és több kisebb tüzet okozott. A másik a hajó "C" lövegtornyának barbettáját ütötte át és négy kivetőtöltetet lobbantott lángra. A lángnyelvek felfelé becsaptak a toronyba és lefelé a lőszerraktárak irányába. A doggerbanki csata után meghozott biztonsági intézkedéseknek köszönhetően további kivetőtöltetek nem lobbantak lángra. A lövegtorony legénységének nagy része azonban a robbanásban életét veszítette és a torony harcképtelenné vált a csata további részére.

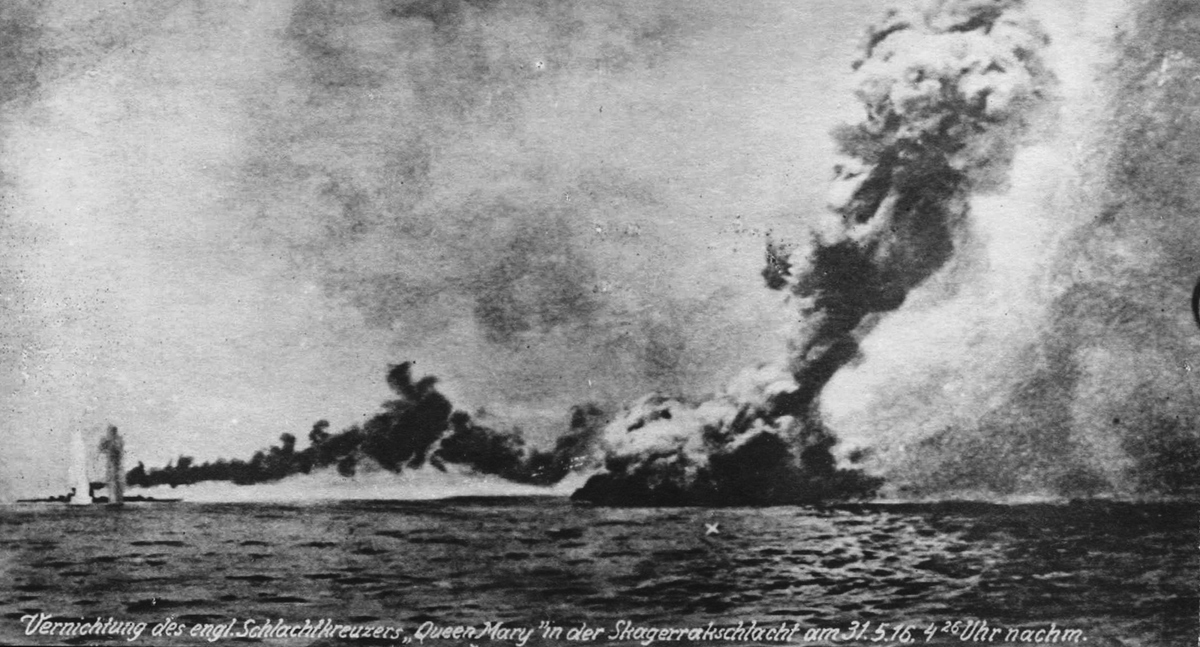
a Queen Mary felrobban a Seydlitz és a Derfflinger tüzében

17:25-re a brit csatacirkálók számos találatot szenvedtek el a németektől. Az Indefatigable-t 20 perccel korábban süllyesztette el a Von der Tann és Beatty 2 pontos fordulást rendelt el, hogy újrarendezhesse a hajóit az 5. csatahajóraj beérkező Queen Elisabeth-osztályú csatahajóinak fedezete alatt. A forduló közben a Seydlitz és a Derfflinger a Queen Mary-re összpontosíthatták a tüzüket. A szemtanúk beszámolója szerint a két sortűz legalább öt lövedéke találta el a csatacirkálót, mely ezt követően egy hatalmas robbanás következtében kettészakadt. Röviddel a Queen Mary pusztulása után a brit és a német rombolók is kísérletet tettek a torpedótámadások megindítására. A britek egyik torpedója 17:57-kor eltalálta a Seydlitzet közvetlenül az elülső lövegtorony alatt, épp csak egy kevéssel hátrébb attól a helytől, ahol egy hónappal korábban az akna megrongálta. A robbanás egy 12×4 méteres lyukat ütött a hajón és emiatt bár kissé megdőlt, de továbbra is teljes gőzzel tudott haladni és így megtartotta a formációban elfoglalt pozícióját.
A német flotta élén haladó egységek 18:00 órára lőtávolon belülre kerültek a britekhez és lőpárbajba kezdtek a brit csatacirkálókkal valamint a Queen Elizabeth-osztályú csatahajókkal. 18:09 és 18:19 között a Barham vagy a Valiant csatahajó által kilőtt egyik 380 mm-es gránát találta el a Seydlitz baloldali ("E") lövegtornyának homlokzatát harcképtelenné téve annak ágyúit. Egy második 380 mm-es lövedék a már megsemmisült "C" lövegtornyot találta el belobbantva a még tüzet nem fogott kivetőtölteteket. A britek tüzében a Seydlitz két 15 cm-es ágyúja illetve a hátsó "D"-jelű lövegtorony jobb oldali lövege is harcképtelenné vált.
Az est közeledtével a látási viszonyok egyre kevésbé kedveztek a németeknek. A Seydlitz parancsnoka, Moritz von Egidy sorhajókapitány később megjegyezte:
"A látási viszonyok kedvezőtlenné váltak. Sűrű köd volt, így csak az ellenséges ágyúk torkolattüzei voltak láthatók, de maguk a hajók nem. A távolság 18 000 yardról 13 000 yardra csökkent. Északnyugatról északkeleti irányban előttünk húzódott az ellenség ránk tüzet nyitó csatavonala, de a ködben mi csak a felvillanásokat pillantottuk meg időnként. Nagyszerű és egyben borzasztó látvány volt."
Beatty hajói 19:00-kor a Grand Fleet erőihez közeledtek és a jelenlétének felfedezésének késleltetésére a német csatavonal felé fordult, így kényszerítve fordulásra azt. Ennek következtében a német és brit csatacirkálók közti távolság kb. 13.000 méterről 11.000-re csökkent. A látási körülmények továbbra is a briteknek kedveztek és több találatot értek el a német csatacirkálókon. A következő percek során a Seydlitzet hat találat érte, főként a hajó elülső részén, ahol tűz is kitört. Beatty hajóinak heves tüze miatt Hipper időlegesen kitérni kényszerült délnyugati irányban. Eközben a Seydlitzbe egyre több víz tört be és még jobban megdőlt a jobb oldalára. A hajó orra a középső fedélzet feletti részig víz alá került és csaknem teljesen kormányozhatatlanná vált.
A brit csatacirkálókat üldöző Hochseeflotte 19:30-kor még mindig nem találkozott össze a Grand Fleettel. Scheer a visszafordulást fontolgatta még mielőtt az éj beállt volna, hogy ne tegye ki magát a rombolók éjszakai torpedótámadásának. A döntést azonban nem hozta meg addig, mikorra a találkozás megesett. Ez a fejlemény azonban nem tette már számára lehetővé a visszavonulást, mert így fel kellett volna áldoznia a II. csatahajóraj lassabb régi csatahajóit (pre-dreadnoughtjait). A régi csatahajók visszavonulásának fedezéséhez a modern csatahajóit és a csatacirkálóit kellett volna kitennie a britek elsöprő tűzerejének. Ehelyett Scheer 16 pontos jobb oldali fordulót rendelt el, így a pre-dreadnoughtok a formáció kevésbé veszélyeztetett oldalára kerültek.
A Seydlitz és a többi csatacirkáló követte a manővert, így a König csatahajó mögé soroltak be. Hipper csatacirkálói így egy lélegzetvételnyi szünethez jutottak és a Grand Fleet parancsnoka John Jellicoe, mivel nem tudta a német flotta merre tart, annak feltételezett irányát keresztezni akarván keleti irányba fordult – azonban a németek ekkor nyugatra tartottak. Scheer hamarosan egy újabb 16 pontos fordulót hajtott végre, mivel úgy vélte a brit formáció végén hajózó egységekkel fog így összetalálkozni, azonban a brit csatavonal közepe felé tartott. A német flotta ismét heves ellenséges tűzbe került és Scheer a Seydlitzet, a Derfflingert, a Von der Tannt és a Moltkét küldte neki teljes gőzzel a brit flottának, hogy így bontsa meg a formációjukat és nyerjen időt a főerők visszavonulásához. 20:17-kor a német csatacirkálók 7.000 méterre megközelítették a Colossus csatahajót. Ekkor a Seydlitznek sikerült elérnie egy találatot a brit csatahajón, de az csak kisebb károkat okozott a felépítményében. Három perccel később a német csatacirkálók visszavonultak egy rombolók által megkísérelt torpedótámadás fedezete mellett.

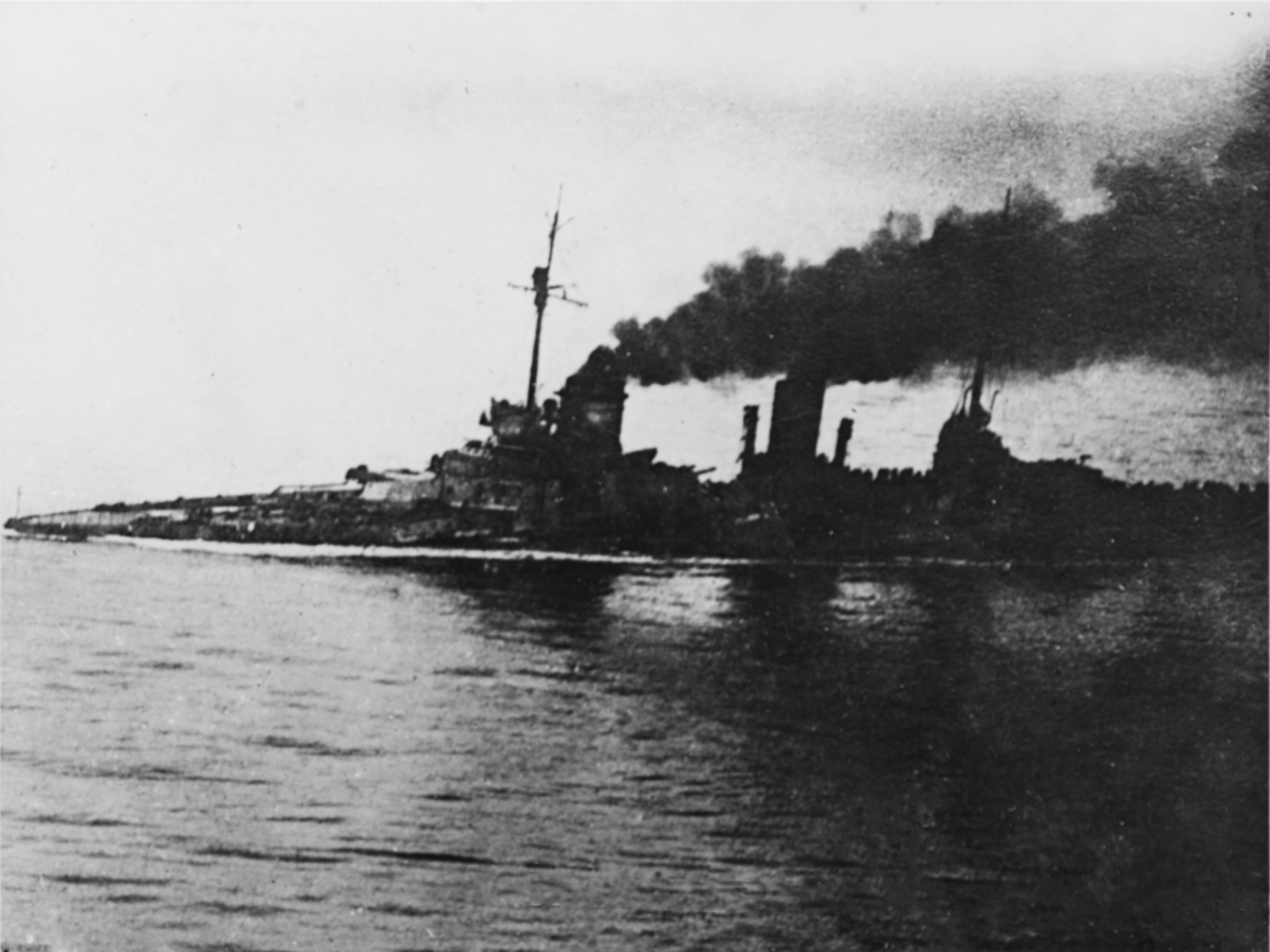
a csatában súlyosan sérült Seydlitz hazafelé tart

A sötétség beállta lehetővé tette a Seydlitz és a többi német csatacirkáló számára, hogy eltakarítsák a fő tüzérséget akadályozó roncsokat, kioltsák a keletkezett tüzeket és helyrehozzák a tűzvezetési és jelzőrendszereket valamint felkészítsék a fényszórókat az éjszakai harcra. Mire a német könnyűcirkálók röviddel 21:00 után ismét összetalálkoztak a britekkel, a Hochseeflotte már ismét jól szervezett formációban haladt. Beatty a csatacirkálóival nyugatra, a harc irányába fordult. 21:09-kor megpillantotta a német csatacirkálókat és 7.800 méterre megközelítette őket mielőtt 21:20-kor tüzet nyitott rájuk. A kibontakozó ütközetben a Seydlitz több találatot is kapott. Egy lövedék a hátsó lövegtornyot érte, egy másik a hidat találta el, ahol mindenkit megölt és a parancsnoki toronyban is többeket megsebesített. A német hajók minden bevethető ágyúval viszonozták a tüzet és 21:32-kor a Lionon és a Princess Royalon is értek el találatokat. A német csatacirkálók manőverei a britek 1. csatahajóraját nyugati irányba való fordulásra kényszerítették, hogy elkerüljék az ütközést. A németek II. csatahajórajának pre-dreadnoughtjai így a csatacirkálók mögé kerültek és így a britek nem tudták üldözőbe venni őket, mikor azok délnek fordultak. Amint a brit csatacirkálók tüzet nyitottak a régi csatahajókra, a német hajók délnyugatnak fordultak, hogy teljes oldalazó tüzet lőhessenek rájuk.
22:15-kor Hippernek sikerült átjutnia a Moltkéra és a hajóinak utasítást adott, hogy álljanak ismét a Hochseeflotte élére. Az ehhez megadott 20 csomós sebességet csak a Moltke és a Seydlitz tudta tartani, a Derfflinger és a Von der Tann csak 18 csomós sebességgel tudott haladni, ezért némileg lemaradtak. A Seydlitz és a Moltke a csatavonal eleje felé hajózva közel került a Stettinhez és az ütközés elkerüléséhez drasztikusan csökkenteniük kellett a sebességüket. Ez a Frauenlobot és a Stuttgart és a München bal oldali kanyarodásra kényszerítette, aminek eredményeképpen észlelték a britek 2. könnyűcirkálórajának egységeit és 800 yard (730 m) távolságról tüzet nyitottak egymásra. Ludwig von Reuter ellentengernagy kísérletet tett az ellenséges cirkálók Seydlitz és Moltke irányába való csalogatására, de ekkor azok megszakították a támadást. Elszakadás közben a Southampton által kilőtt egyik torpedó eltalálta a Frauenlobot, mely a találat következtében felrobbant. A német formáció felbomlott és a zavarodásban a Seydlitz szem elől veszítette a Moltkét. A Seydlitz nem bírta tartani a Moltke 22 csomós sebességét és ezért önállóan igyekezett eljutni a Horns Revhez.
00:45-kor a brit formáción keresztül haladó Seydlitzet észlelte a Agincourt csatahajó, de a kapitánya a saját hajójának helyzetét rejtve kívánván tartani nem nyitott rá tüzet. 01:12-kor a Seydlitz sikeresen átért a brit flottán és a biztonságot jelentő Horns Rev felé közeledett. 03:40-kor átsiklott a zátony felett és mivel mind a két giroszkópikus iránytűje megrongálódott, a Pillau könnyűcirkálót rendelték mellé és annak kíséretében tért haza. Június 1-én 15:30-ra kritikus állapotba került, mivel a hajó orra csaknem teljesen víz alá került. Két szivattyúval ellátott gőzös érkezésekor a sebesülteket felkészítették az evakuációra. A két hajó stabilizálni tudta a Seydlitz orrának merülését és így június 2-án reggel képes volt elérni a Jadét és másnap kikötött Wilhelmshavenben. A hajó testébe eddigre 5.308 tonna víz tört be.

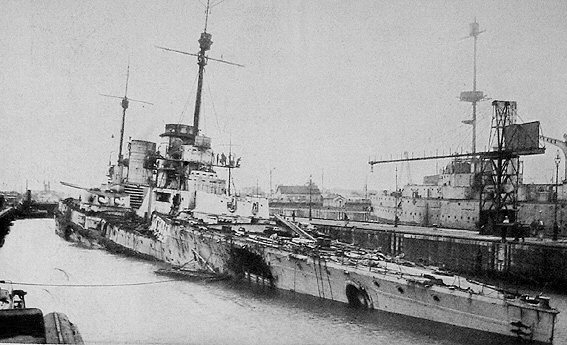
a Seydlitz a csata után

03:55-kor, a csata végének közeledtével Hipper üzenetben értesítette Scheert a hajóit ért nagy károkról. Ekkorra már a Derfflinger és a Von der Tann is csak egy két-két harcképes ágyúval rendelkezett, a Moltkéba 1000 tonna víz tört be és a Seydlitz súlyosan megsérült. Hipper jelentése szerint: Az I. felderítőcsoport komoly összecsapásban nem képviselt már harci értéket, ezért a főparancsnok elrendelte visszatérését a kikötőbe, miközben a csatahajókkal a Horns Revnél várta a további fejleményeket.
A csata folyamán a Seydlitzet 21 nagy kaliberű és két kisebb kaliberű lövedék valamint egy torpedó találta el. Legénységéből 98-an veszítették életüket és 55-en megsebesültek. A csata során 376 darab 28 cm-es lövedéket lőtt ki és körülbelül 10 találatot ért el.

#### Későbbi hadműveletek
A Seydlitz javításának 1916. június 15-én láttak hozzá Wilhelmshavenben és ez egészen október 1-ig eltartott. Ezt követően próbajáratokra küldték majd novemberben ismét csatlakozott a flottához. Mivel a korábbi zászlóshajója, a Lützow Skagerraknál elveszett, Hipper ismét a Seydlitzen húzatta fel a tengernagyi zászlaját. November 4-én a Seydlitz és a Moltke az I. csatahajóraj II. divíziójával és a III. csatahajórajjal valamint az új Bayern csatahajóval a dán partoknál lévő Bovbjerghez hajózott, hogy a zátonyra futott SM U-20 és SM U-30 tengeralattjárók kimentésére tett próbálkozásokat fedezze.
1917 végén a Hochseeflotte támadásokat hajtott végre a Norvégia és Nagy-Britannia között haladó konvojok ellen. 1917 októberében és decemberében két konvojt állítottak meg és semmisítettek meg német rombolók és cirkálók. A Grand Fleet élére kinevezett David Beatty ezért csatahajókat és csatacirkálókat rendelt a konvojok védelmére. Scheer kinevezése óta erre várt, mert így lehetősége adódott a brit flotta egy kisebb részére lecsapni és megsemmisíteni azt. 1918. április 23-án 05:00-kor flottájával útnak indult az egyik erős kísérettel ellátott konvoj elfogására. A rádióforgalmat a minimális szintre csökkentették, hogy a britek előtt rejtve maradjon a hadművelet. 14:10-re a konvoj helyzetét még nem sikerült meghatározni és ezért Scheer visszafordult.

### A háború után

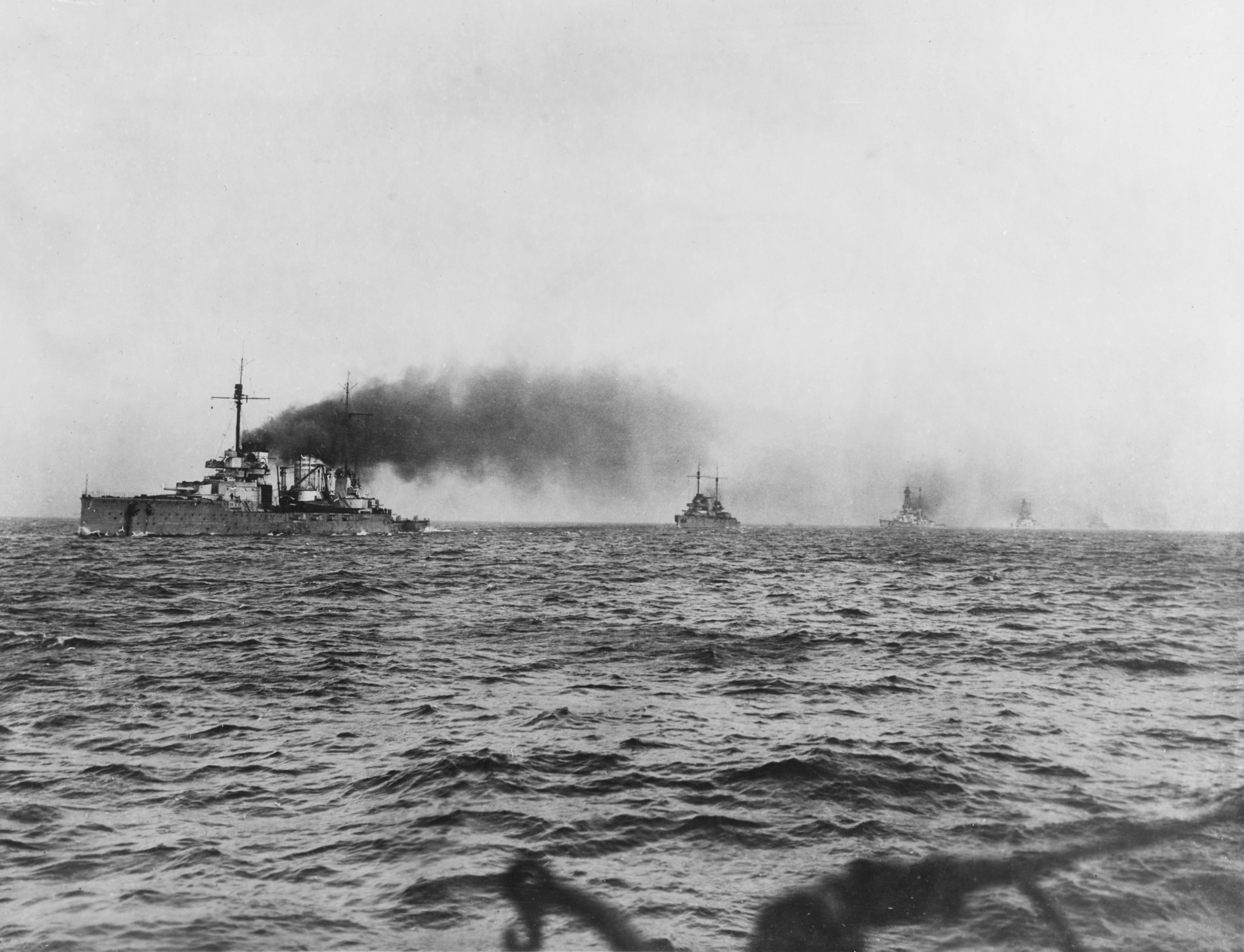
elől a Seydlitz, mögötte az öt megmaradt német csatacirkáló, a Moltke, a Hindenburg, a Derfflinger, és a Von der Tann Scapa Flow felé hajózik

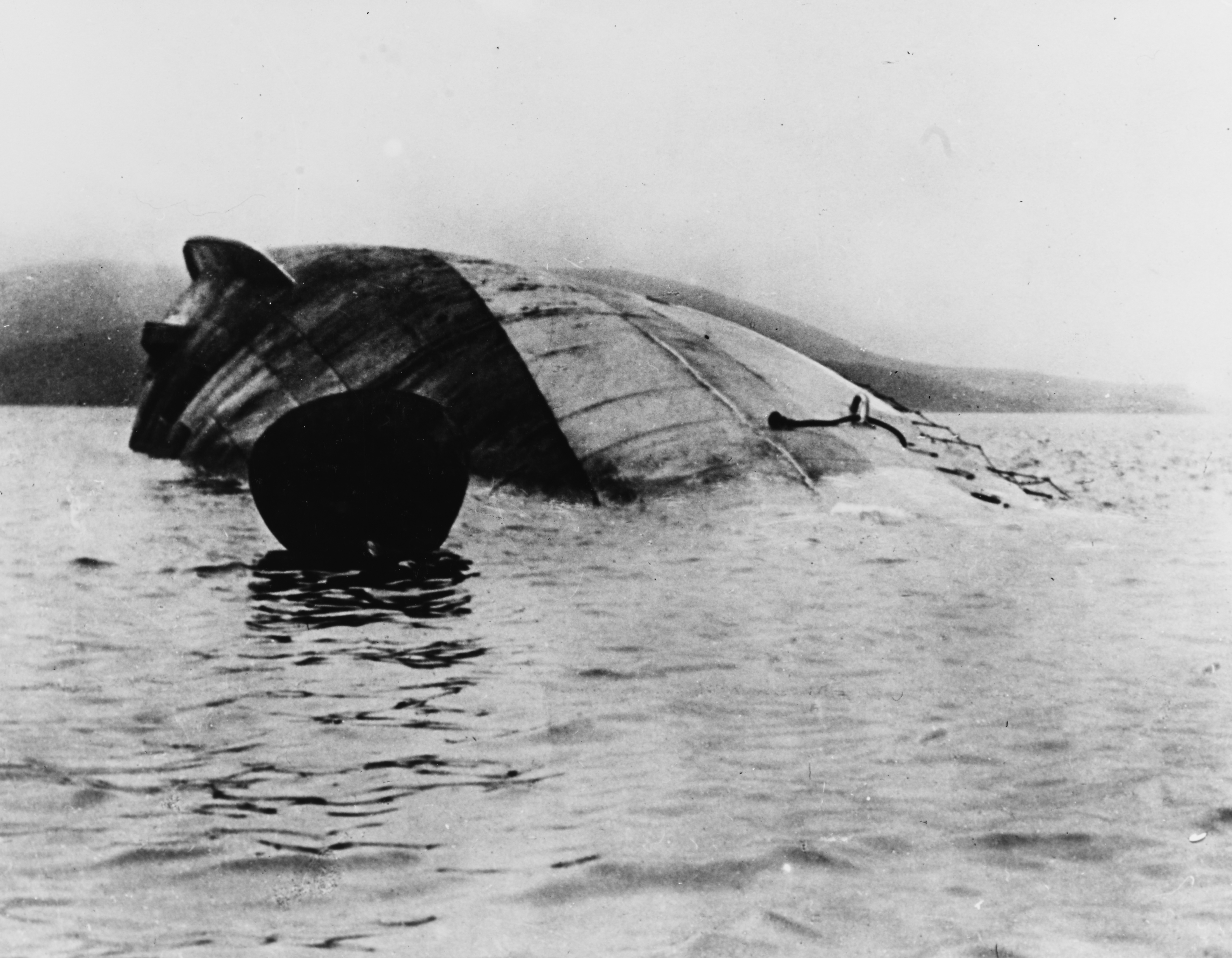
a felfordult Seydlitz Scapa Flow-ban

A Seydlitz részt vett volna az október 24-re tervezett hadműveletben, melynek során a Grand Fleettel kellett volna megütköznie a Hochseeflotténak. Scheer ekkor már mint főtengernagy (Großadmiral) a német vezetéssel azt tervezte, hogy a lehető legnagyobb veszteséget okozza a briteknek és így jobb tárgyalási pozíciót ér el Németország számára. Mikor a flotta Wilhelmshavenben készülődött a hadműveletre, a tengerészek tömegesen dezertáltak a hajókról. Amint a Von der Tann és a Derfflinger áthaladt a Wilhelmshaven belső kikötőjéből kivezető zsilipeken, körülbelül 300 tengerész mászott le a hajó oldalán és tűnt el a parton.
1918. október 24-én kiadták a parancsot a Wilhelmshavenből való elindulásra. A háborútól megfáradt tengerészek közül sokan úgy érezték, hogy a hadművelet hátráltatná a folyamatban lévő béketárgyalásokat, ezért október 29-én számos csatahajó legénysége fellázadt. A III. csatahajóraj három hajója megtagadta az indulást és szabotázsakciókat hajtottak végre a Thüringen és a Helgoland fedélzetén. A nyugtalanság Scheert és Hippert végül a hadművelet lefújására kényszerítette. A wilhelmshaveni zendülés átterjedt Kielre is és az ottani események az 1918-19-es németországi forradalmakhoz vezettek.
Németország kapitulációját követően a Hochseeflotte egységeinek többsége Ludwig von Reuter ellentengernagy vezetésével az internálásukra kijelölt Scapa Flow-ba hajózott. Az indulás előtt Adolf von Trotha tengernagy közölte Reuterrel, hogy a flottát semmilyen körülmények között nem adhatja a britek kezére. Az Északi-tengeren a Hochseeflotte találkozott a brit Cardiff könnyűcirkálóval, mely a 370 hajóból álló antant flottához vezette őket és azok kíséretében hajóztak tovább Scapa Flow felé. Miután a hajókat internálták, az ágyúik závárzatát kiszerelték és a legénységüket 200 főre csökkentették.

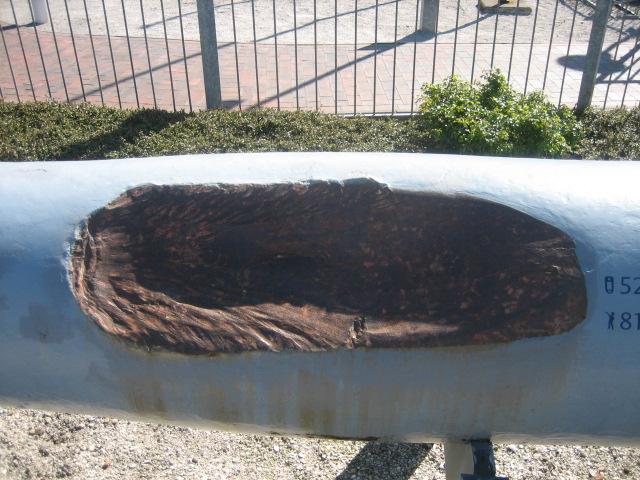
a Seydlitz egyik sérült, kiállított 28 cm-es ágyúja

A flotta a versailles-i békeszerződés megkötéséig fogságban maradt. Június 21-én 11:20-kor Reuter parancsot adott a flottának az önelsüllyesztésre. A Seydlitz 13:50-kor süllyedt el. A sekély (22 méter mély) vízben oldalára dőlt hajót sokszor szigetnek vélték és így felborult állapotában adták el a Cox and Danks cégnek egy csatahajóval és huszonhat rombolóval együtt lebontásra. A csatacirkálót 1928. november 2-án kiemelték és megdőlt állapotában vontatták délnek Rosythba ahol 1930-ban lebontották. A Seydlitz harangja a Laboe-i Haditengerészeti Emlékműnél található kiállítva.
A hajó egyik 15 cm-es ágyúját 1916-ban kiszerelték és később a második világháború során bevetett Kormoran segédcirkálóra szerelték fel.

### Fordítás
- Ez a szócikk részben vagy egészben  a   SMS Seydlitz című angol Wikipédia-szócikk fordításán alapul.  Az eredeti cikk szerkesztőit annak laptörténete sorolja fel. Ez a jelzés csupán a megfogalmazás eredetét és a szerzői jogokat jelzi, nem szolgál a cikkben szereplő információk forrásmegjelöléseként.